# Nefyn
Nefyn (pron. /'nevən/; 2.600 ab. ca.) è una località balneare del Galles nord-occidentale, situata nella penisola di Llŷn/Lleyn, nella contea di Gwynedd, ed affacciata sulla Baia di Caernarfon (Mare d'Irlanda).

## Geografia fisica

### Collocazione
Nefyn si trova lungo il tratto centrale della costa settentrionale della penisola di Llŷn/Lleyn, tra le località di Morfa Nefyn e Pistyll (rispettivamente ad est della prima e a sud-ovest della seconda) e a circa 10 km a sud-ovest di Llanaelhaearn.

## Società

### Evoluzione demografica
Al censimento del 2001, Nefyn contava una popolazione pari a 2.619 abitanti.

## Storia
Nel Medioevo fu la località scelta da re Edoardo I d'Inghilterra per ospitare un torneo che celebrava la sua conquista del Galles, avvenuta nel 1284. Era inoltre il luogo di pernottamento scelto solitamente dai pellegrini che erano diretti all'isola di Bardsey.
Nel 1984, Nefyn fu l'epicentro di un terremoto di magnitudo pari a 5,4 gradi sulla scala Richter.

## Economia
Nefyn vanta una lunga tradizione marinaresca e la principale risorsa era rappresentata un tempo dalla pesca.

## Sport
- La squadra di calcio locale è il Nefyn United Football Club, società fondata nel 1932[6]

## Amministrazione

### Gemellaggi
- Puerto Madryn (Argentina)[7][8][9]